# Кавалер (танк)
Крейсерский танк Mk.VII «Кавалер» (англ. Cruiser Mk.VII «Cavalier»), A24 — британский средний крейсерский танк периода Второй мировой войны.
В 1941 году конструкторы компании «Наффилд» изучили боевое применение крейсерских танков, и пришли к выводу о необходимости принципиально нового танка — таковым должен был стать «Кромвель». Но его в ближайшее время не представлялось возможным изготовить массово из-за нехватки узлов и агрегатов. Но так как британская армия остро нуждалась в танках, фирма «Наффилд» временно модернизировали танк «Крусейдер». В результате появился танк, первоначально известный как А-24. Но 500 машин заказали «с листа», без испытаний и спешно запустили в производство под обозначением Mk. VII или «Кавалер». Хотя бронирование усилили, двигатель Liberty L-12 остался ненадёжным. С 1942 года стало ясно, что этот двигатель склонен к поломкам. В результате этот танк стал ещё одним учебным танком в британской армии. Часть танков использовали как машины артиллерийских наблюдателей, часть переделали в БРЭМ. Танк «Кавалер» был последним, который запустили в производство без испытаний.

## ТТХ
- Экипаж: 5 человек
- Мощность двигателя: 410 л.с.
- Двигатель: Liberty L-12
- Боевая масса: 26,95 тонн
- Максимальная скорость: 39 км/ч
- Запас хода: 265 км
- Длина: 6,35 м
- Ширина: 2,88 м
- Высота: 2,48 м
- Вооружение: 57-мм пушка, 2 x 7,7-мм пулемёта
- Толщина брони: от 20 до 76 мм